# Inselmühle

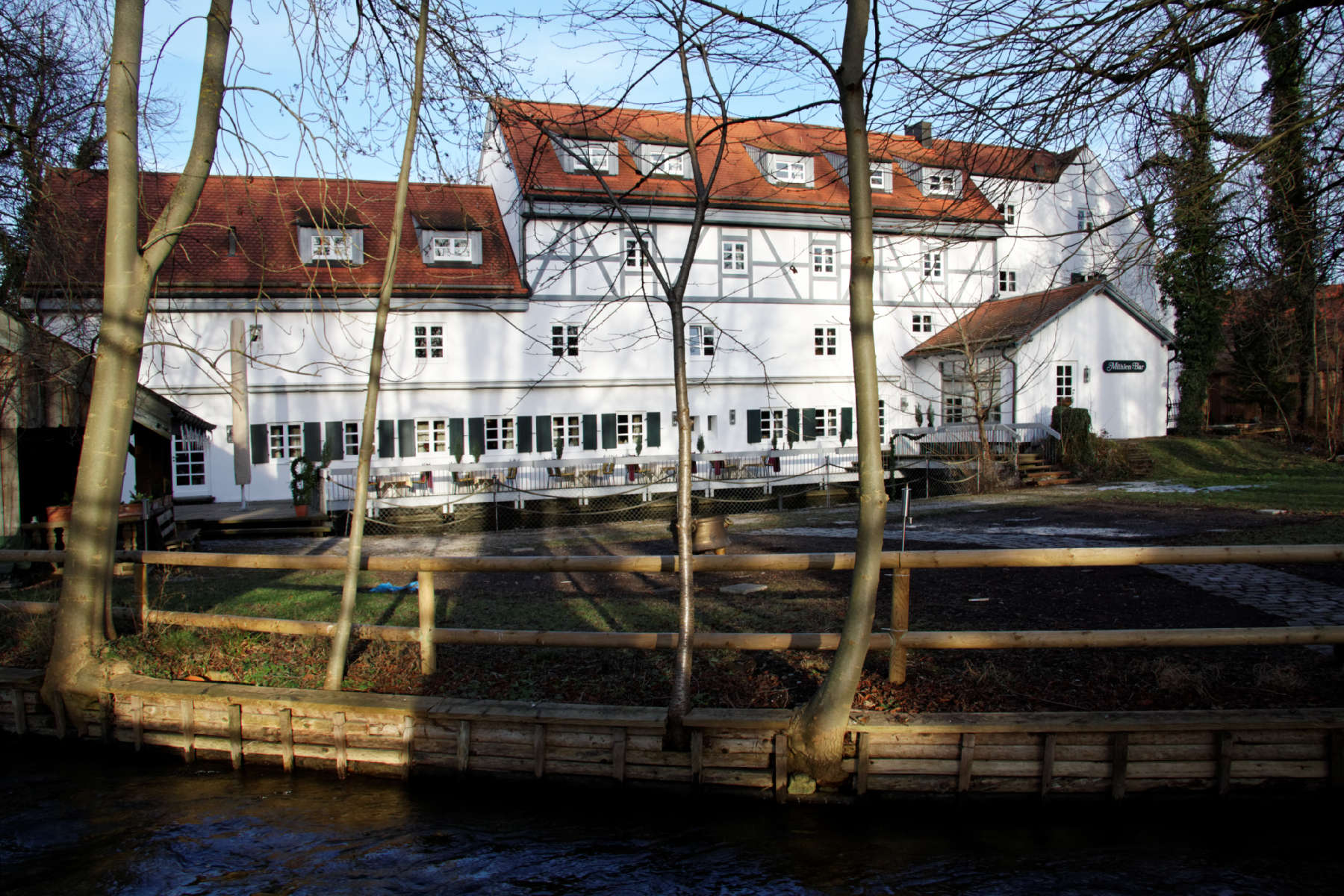
Inselmühle

Die Inselmühle (heutige Eigenschreibweise Insel Mühle) ist ein Hotel, Restaurant und Biergarten in der Von-Kahr-Straße 87 im Stadtteil Untermenzing der bayerischen Landeshauptstadt München.

## Geschichte
Die Geschichte des Gasthauses lässt sich urkundlich bis in das Jahr 1445 zurückverfolgen. Bis 1923 wurde die Wassermühle betrieben. Der Kern des Zweiflügelbaus stammt aus dem 18./19. Jahrhundert. 1912 erfolgte der Umbau des Wirtschaftsflügels zur Eisfabrik. 1913 wurde der Hauptflügel um die Gaststätte verlängert.
2009 übernahm Eric Pölzl die Anlage von der Familie Kerscher, die zwischenzeitlich die Aubinger Einkehr erworben und aufwendig renoviert hatte und heute den Gasthof Alter Wirt in Obermenzing betreibt. 2016 übernahm Bankkauffrau Susanne Mittermeier die Inselmühle.
Das Gebäude ist als Baudenkmal in der Bayerischen Denkmalliste eingetragen.

## Biergarten

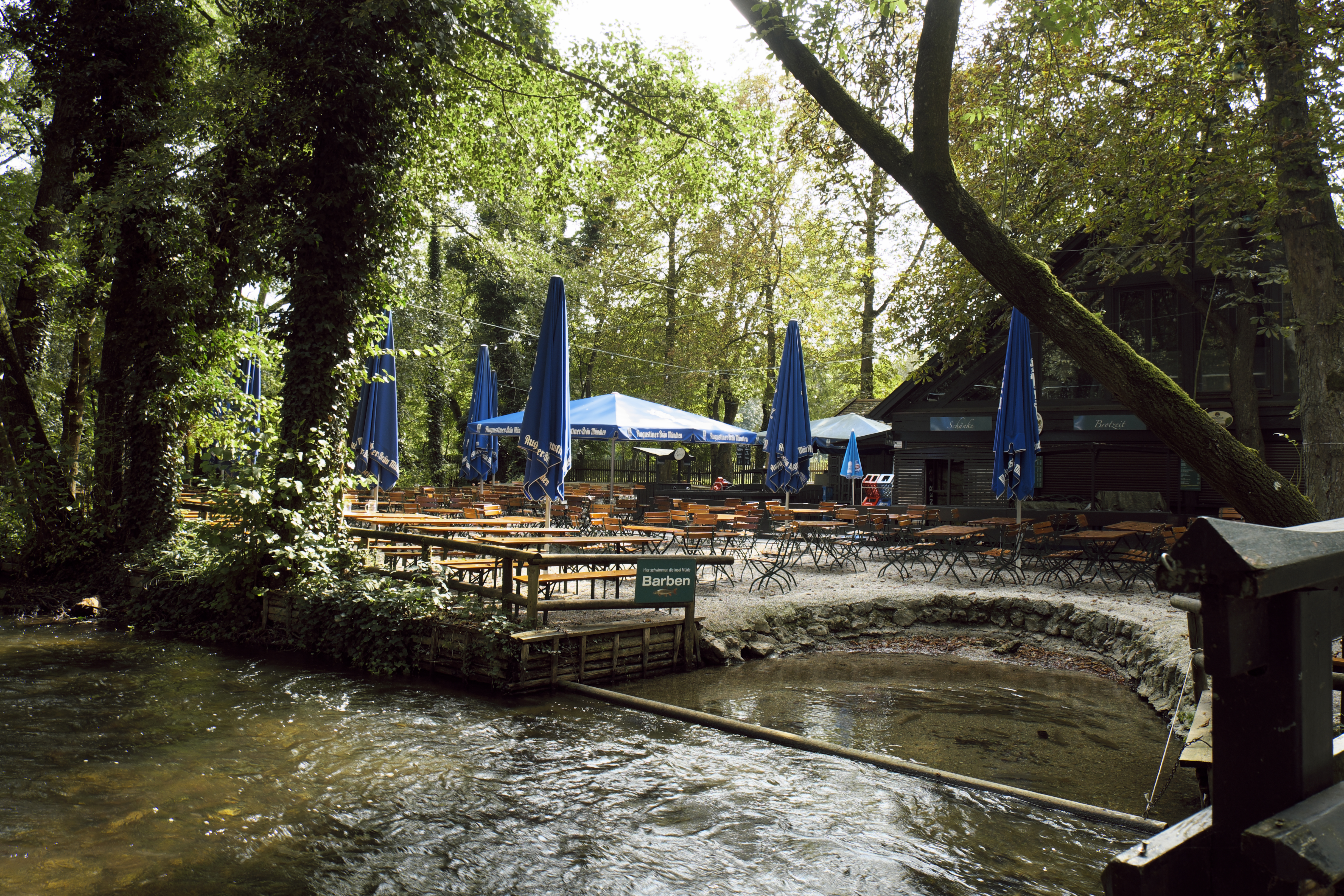
Biergarten Inselmühle, im Vordergrund die Würm

Der Biergarten auf der südlichen Seite der Von-Kahr-Straße liegt an der Würm und wird von einem kleinen Wäldchen von der Straße abgeschirmt. Der bis zu 600 Personen fassende Biergarten hat an sonnigen Tagen zwischen April und September geöffnet.